# 新著龍虎門
《新著龍虎門》是黃玉郎改編自舊著《龍虎門》香港漫畫作品，於2000年6月起開始連載的長篇武俠漫畫。於2020年5月因版權費問題歸還文化傳信連載。黃玉郎另重新出《龍虎5世3世仇》和《英雄十八》，使用別名造型角色。文化傳信将版權授於壹喜多媒體有限公司三年製作至2024年再由黃玉郎連載。1275期後重啟為《金著龍虎門》，故事從殲滅羅剎篇開始。

## 故事梗概
故事講述主角王小虎由中國大陸來港尋親，遇上石黑龍等人，並在不打不相識的情況下結成兄弟。數位主角行俠仗義，與香港島九龍的不同幫會的人馬交手。最後在王小虎眾人搗破荃灣幫會後，終引出香港黑幫的靠山：日本第一黑幫羅剎教的敵視。故事背景自此由香港移至日本。

## 製作團隊
| 日期            | 期數      | 主編   | 監製   | 美術主筆       | 編劇           | 備註             |
| 2000.06-2002.05 | 0001-0101 | 黃玉郎 | 鄺志德 | 邱福龍         | 胡家寶         |                  |
| 2002.05-2006.04 | 0102-0306 | 黃玉郎 | 鄺志德 | 龐重輝         | 胡家寶         |                  |
| 2006.04-2009.03 | 0307-0462 | 黃玉郎 | 胡家寶 | 龐重輝         | 胡家寶         | 美術總監：邱福龍 |
| 2009.04-2009.07 | 0463-0478 | 黃玉郎 | -      | 龐重輝         | 胡家寶         | 美術總監：邱福龍 |
| 2009.07-2010.01 | 0479-0502 | 黃玉郎 | 鄺志德 | 夏偉義         | 胡家寶         |                  |
| 2010.01-2012.01 | 0503-0608 | 黃玉郎 | 鄺志德 | 周聖           | 胡家寶         |                  |
| 2012.01-2014.05 | 0609-0730 | 黃玉郎 | 鄺志德 | 夏偉義         | 胡家寶         |                  |
| 2014.05-2019.01 | 0731-0974 | 黃玉郎 | 鄺志德 | 龐重輝         | 胡家寶         |                  |
| 2019.01-2019.03 | 0975-0984 | 黃玉郎 | 鄺志德 | 龐重輝         | 胡家寶         |                  |
| 2019.03-2019.08 | 0985-1006 | 黃玉郎 | 胡家寶 | 龐重輝         | 胡家寶         |                  |
| 2019.08-2020.05 | 1007-1046 | 黃玉郎 | 胡家寶 | 龐重輝         | 胡家寶、應仁   |                  |
| 2020.06-2021.01 | 1047-1080 | 鄺志德 | 鄺志德 | 龐重輝         | 李中興         | 製作監督：鍾英偉 |
| 2021.01-2021.09 | 1081-1117 | 鄺志德 | 鄺志德 | 龐重輝         | 鍾英偉         | 製作監督：鍾英偉 |
| 2021.10-2024.10 | 1118-1271 | 鄺彬強 | -      | 鄺彬強         | 拾漫憶         | 製作統籌：梁光明 |
| 2024.10-2024.11 | 1272-1275 | 黃玉郎 | 黃玉郎 | 胡紹權         | 黃玉郎、胡家寶 |                  |
| 金著龍虎門      |           |        |        |                |                |                  |
| 2024.11-今      | 001-今    | 黃玉郎 | 黃玉郎 | 邱福龍、龐重輝 | 黃玉郎及編輯組 |                  |

## 故事中出現的武功

### 頂級內功
1. 九陰真經（衍生為九陰遺訣）
2. 九陽神功：牽引陽極真氣貫通第一陽心坎穴、第二陽丹田穴、第三陽足陽明胃經穴、第四陽足太陽膀胱經穴、第五陽手太陽小腸經穴、第六陽手少陽三焦經穴、第七陽脊梁穴、第八陽至陽穴而至第九陽百會穴，從而成就由一而生二，二而生三，三而更生九陽，循環不休，生陽不止的「九陽啟泰」境界，若能發輝九陽的顛峰境界，可令神功進入另一層次達至「九陽歸一」境界。
3. 易筋經（衍生 九霄真經、九幽逆經、逆反易筋經）：全身經脈連續宇宙磁場，以外力化為內力，源源不絕，予取予用，追求天人合一的高深境界，共分七大周天，亦稱七級浮屠，第一周天、第二周天、第三周天紅級浮屠、第四周天黃級浮屠、第五周天藍級浮屠、第六周天白級浮屠、第七周天黑級浮屠：初階境界：三間戰紋、中階境界：二間戰紋、高階境界：一間戰紋。
4. 金鐘罩（衍生 五嶽金鐘罩）：共分第一關--第十二關，每關循序漸進，功成後成就金剛不壞之身，全身無罩門，刀槍不入，百毒不侵，水淹不窒息，火燒不損傷，能不眠不食五百日，金鍾罩療傷篇，金鍾罩療傷功法，擁有治療內傷排除毒素等功能。
5. 洗髓經（衍生 天武神功）：能洗滌人心，消弭殺意，息武止戈，號稱不敗，又能激發他人功力，啟迪創新，共分六篇：無始鍾氣篇第一、四大假合篇第二、凡圣同歸篇第三、物我一致篇第四、行住坐臥篇第五、洗髓還原篇第六。
6. 九霄真經：分為九竅九章，一竅自成一區，練成九章九竅，陰陽同匯，兩極相生，取天地之氣為己用，達致武學至高天人合一之境，第一章、第二章、第四章、第五章、第六章、第七章、第八章、第九章：兩極歸元、太極歸宗、終極歸一、無極歸真。
7. 道經（衍生 軒轅驚天訣、盤古天殛震、伏羲問天籙）
8. 摩訶釋達
9. 日月神鑑
10. 正宗九死邪功（衍生 練斌版 九死邪功；衍生 易髓經）
11. 穹蒼寶鑑（衍生 練斌版 穹蒼寶鑑）
12. 黃帝玄經：分內經與外經。內經：強化人體內在器官，持之以恆修練，可延年益壽。外經：強壯筋骨肌肉，根基深厚者，軟時柔若棉絮，硬時堅勝金鐵。共分四段：四等.人關氣段、三等.地關精段、次等.天關玄段：功成亦脫胎換骨，元伸初成之境，再非凡軀，精氣神充盈富足，幾達天人合一。、最高境界.神關聖段：神聖境界，相傳黃帝功成後騎龍飛升，後事無人練成。
13. 至尊魔功：威力無儔，練至大成能一氣貫通，與天地大能接軌，天下無敵。練法專注於炁，功力與招式同分五品層次，每一品都有配套的武功招式，第五品為入門初階，功力練高一品才能打出同品招式，練上第一品君臨天下，威力無出其右。第五品：練炁入筋、招式：開山劈石，第四品：練炁入骨、招式：上天下地，第三品：練炁入經、招式：翻江倒海，第二品：練炁入穴、招式：千軍萬馬，第一品：練炁入神、招式：君臨天下。
14. 冰火七重天（衍生離火玄冰七重天、暗黑冰火七重天、冰火重生勁）
15. 飛昇訣
16. 神州帝皇寶鑑
17. 千秋萬世神功
18. 大羅金仙神罡
19. 神之大氣
20. 玄天大氣絕世功
21. 璇璣寶鑑
22. 乾坤凝氣訣（天癸章）

### 特殊技法
1. 無相神功（以深厚內功演繹各種招式，據修為深厚武學理解超然者，可以突破原招式限制，達到全新招式。）
2. 皇極臻神道：能一倍、兩倍.......數倍地全面強化使用者的攻擊力、防禦力和速度。
3. 雷霆滅世印
4. 十災 (上帝依據聖經記載「埃及十災」而啟發創成的武功，包含巫術、幻術與毒功，能於短時間速成，詭異絕倫，教人防不勝防。)

招式
1.第一災血災：身上滴出血水，發出濃烈惡臭，然後血水變成血絲，一揮手即可緊緊纏住敵人。
2.第二災蛙災：吸收氣儲存體內，化成有毒氣勁，一擊必殺。
3.第三災虱災：受攻擊時體內的毒蟲會承受抵擋，再從腐爛的皮膚跳出攻敵。
4.第四災蠅災：吐出蠱蠅進入敵人體內，大量繁殖，咬噬內臟。
5.第五災疫災：幻術一種，以毒液攻擊，令敵人產生幻覺，如遭不同家畜侵襲。
6.第六災疹災：自身爆出毒瘡，可防禦也可以毒液射向敵人。
7.第七災雹災：進入更高層次，利用巫術改變氣溫，造成落雹，可攻擊甚至冰封敵人。
8.第八災蝗災：到達自殺式的最終三式，一旦發動，將進入生命倒數，自身精元全數發放，比虱災恐怖十倍。
9.第九災夜災：力量到達盡頭一刻，是黑暗，亦是迴光返照的時候，集巫術、幻術及用毒精髓，造成幽閉空間，令敵人任由魚肉。
10.第十災滅子之災：最強最恐怖一式，上帝凡事留一手，以防屬下反叛，所以未有傳授，威力成謎。
1. 魔幻禁書
2. 奇門神聖寶鑑
3. 潛異能腦念力
4. 金子彈 雷射筆

### 毒功
1. 五毒功
2. 千毒絕心經
3. 黑煞奇毒
4. 千毒功
5. 腐肌蝕骨奇毒
6. 紫龍王劇毒
7. 星宿毒罡
8. 黑死毒罡
9. 萬毒心經
10. 三毒

### 上乘內功
1. 太祖拳 (玄白之氣)
2. 童子功（進階為童子金身、童子金剛身）
3. 軒轅驚天訣（衍生 軒轅神道經、鐵男道）
4. 伏羲問天籙
5. 盤古天殛震（衍生 魔道經）
6. 乾坤凝氣訣
7. 陰世奇經
8. 陽世奇經（衍生 合陽神功）
9. 聖火神功（進階為 金身無罩；衍生 日月神鑑）
10. 頂天立地神功（進階為 頂天立地神功-天神罡）
11. 般若心經
12. 雷霆霹靂大法
13. 金甲神功上下冊
14. 蓋世神罡（丐幫內功）
15. 超神氣道
16. 冰心訣
17. 長生訣
18. 涅槃道（惠可，涅槃八道）：乃死亡之道，所謂死亡，死的只會是敵人，共分常住、寂滅、不老、不死、清靜、虛通、不動、快樂八道，代表不同層次的力量，能滲透人七竅之內，繼而進入皮膚、骨髓、血脈甚至乎靈魂。

第一道常住，涅槃之理通徹三世而常存，圓遍十方而常在，故稱常住。
第二道寂滅，涅槃之理寂絕無為，生死永滅，故稱寂滅。
第三道不老，涅槃之理不遷不變，無增無減，故稱不老。
第四道不死，涅槃之理原本不生，然亦不滅，故稱不死。
第五道清靜，涅槃之理安住清寂，諸障皆淨，故稱清淨。
第六道虛通，涅槃之理虛徹靈通，圓融無礙，故稱虛通。
第七道不動，涅槃之理寂然不動，妙絕無為，故稱不動。
第八道快樂，涅槃之理無生死逼迫之苦，而具真常寂滅之樂，故稱快樂。
1. 離火玄冰功
2. 天外逍遙篇
3. 太極玄功：分為三合：內外合一、身心合一、天人合一；而當中的天人合一，又分為上品與下品。
4. 修羅大道
5. 妖道魔經
6. 萬法真禪
7. 玄光神氣
8. 妖畜魔禽邪煞咒
9. 二天一心真元氣
10. 陰陽秘典
11. 真武大道
12. 蓬萊神功
13. 天龍訣
14. 逆天道奇功
15. 萬雷四象功
16. 金罡神道
17. 修羅道
18. 異族武典
19. 敵神逆天經
20. 玄氣經
21. 天地乾坤大法
22. 血影魔功
23. 俠氣神罡
24. 九天玄功
25. 冥夜神功

### 一般內功
1. 降龍伏虎氣功
2. 天地大法：共分陰陽、乾坤、天地三大法門，可吸收天地靈能，化有限為無限，練至天地大法頂峰可隨意吸收天地靈能，醍醐灌頂，刀槍不入，氣勁分金裂石，無堅不摧，此外天地大法獨有運氣法門渦輪增壓，能令行功者功力剎那以兩倍、三倍數提升，最高可達到原來功力四倍。
3. 連環訣：先把經脈個別鍛練，自行貯氣，繼而交錯相連互扣，另組成一支有異常人的脈絡連環，連環者，把毫不相干的經脈穴位利用內氣絲絲入扣，環環相連，令丹田重生，脫胎換骨，人體內任督二脈、奇經八脈和十二正經，再連環訣的交錯貫連下，綜合為一，內氣流轉貫通無礙，生生不息，威力爆發起來，如洪水，似暴風，摧枯拉朽，駭人聽聞。
4. 天蠶功：是一種特異的醫道武學，共分第一周天——第七周天無尚天境界，練功時先採百種草藥煮沸成藥液，灌滿一澡缸浸淫其中，依法吐納練氣，功成後體內毒素排放殆盡，筋骨血脈吸收百草藥性，皮韌如金，骨硬勝鐵，天蠶功練上六大周天境界，血液含百草精華成治痛靈藥，氣化後可循人體經脈流轉，直接勘察人體痛患禍源，療傷治病，無需施針下藥亦可救人於危，練上七大周天無尚天境界，吐氣成絲作繭自縛，閉息融匯天地，衝破生死玄關，返老還童，長壽如龜。
5. 玄冰功
6. 達摩功
7. 火焰神功：修練需具有驚人的意志與耐力，置身在燒煉陶瓷的煤窯之內，抵受非人所能忍受的灼膚高溫。若能習以為常，持之以恆，方能層層遞增，達至紅焰初關、藍焰中關、紫焰頂關三級火焰功力。
8. 三元勁
9. 九幽逆經邪功
10. 金罡神炁
11. 聖心素女經
12. 黃河神功
13. 煉石神功
14. 神州絕秘玄功
15. 震天罡氣
16. 七十二罡氣
17. 黑死湼盤密法
18. 鬼打邪功
19. 霹靂玄功
20. 碎骨勁
21. 橫練太保神功
22. 銅像功：可把身體練得堅硬如銅人，頭部和四肢最為堅硬，美中不足是要害仍是致命弱點。

銅頭：無堅不摧，練至大成可一頭撞爆巨鼎，血肉之驅若受一撞，定五臟俱裂，筋斷骨碎！招式：銅頭功。
銅拳：能崩碎利刀，一拳擊斃兇猛巨熊，殺傷力驚人，中者不死也成殘廢！招式：銅炮穿山、銅炮連環、銅像碎甲、銅甲飛拳、銅鎚掃千軍。 
銅腳：力重千斤，堅硬鋼板上步行留下吋深足印，腳力雷霆萬鈞，擋著披靡！招式：銅馬縱橫、銅蹄踏雪。
1. 九天銀環功
2. 鐵骨奇功
3. 雷霆魔功
4. 閃電奇功
5. 紫電神功
6. 婆羅魔經：始源於古印度婆羅門教的一套詭異邪功，共分三大階段的苦練修行。

絕息關：練者擺出瑜伽的高難度姿勢，以有棘刺的鐵線捆纏身體，投身水中忍住呼吸，長達一整天方為標準，曾有無數失敗者就此溺斃，或腦栓缺氧慘成植物人若熬過此關，持之以恆，內功深厚綿長，生生不息。
煉骨關：以九枚磨尖藥煉的人骨粗釘，分插在前干體神經穴位——鎖骨下靜脈、肋門動靜脈、下腹壁動靜脈、大伏左靜脈、大伏右經脈；後干體神經穴位——胸神經後枝、肋間動靜脈背枝、上腎皮神經、中腎皮神經。練者運氣忍受九九八十一日撕心裂肺之痛，所有反應神經因此壞死，軀體變成麻木，再受任何重擊也毫無痛覺。
鍛筋關：以特製的柔韌牛筋繩纜，穿連四肢主幹筋肉，強忍四頭蠻牛發力拉扯，拚命抗衡。失敗者當場支離破碎，慘遭分屍，功成時卻可反客為主，把四頭蠻牛扯撞一團。
1. 密宗神功
2. 軒轅三罡神功
3. 吸星大法：分為二級，次級是化功，高級是吸功，在化功與吸功二法之上還有吸星訣終極法門。

化功大法：能化掉敵人功力，損人利不了己，但此消彼長，敵弱己強，不算無利可圖，還有一篇【散功法】，可排去充斥經脈中的外來真氣，若遭化功不損經脈，調息三數日便可復原。
吸功大法：共分初段、中段、上段三段層次，可吸奪敵人功力，增強自身功力，但不能持久，用光即無，被吸功的人一生修為也會因此化為烏有。
吸星訣：可把吸奪到氣穴的外來真氣消化，此訣也未可即吸即用，須得大費周章，潛心運功才能消化進補，若中途被人打擾便功敗垂成。
1. 如意天經：配合巧妙力學，以旋勁為主，可挪移任何剛猛攻擊，練上頂峰可借力打力，集剛柔一體的上乘武學，共分一轉境界--七轉境界。如意七轉：運轉無常(掌)、二轉陰陽(拳掌)、三轉六合(腿)、四轉八方(爪)、五轉分屍(掌刀)、六轉幻腿(腿)、七轉輪迴(指)
2. 修羅大法
3. 血罡刀氣
4. 滅絕功
5. 古屍不壞訣
6. 太乙真元炁
7. 天罡玄功
8. 涅槃道（卓不凡版）
9. 蒼天大氣
10. 無量氣
11. 鬼道邪功
12. 魔宗冥鑑
13. 玲瓏真禪
14. 逍遙無雙功（丹陽神訣 元陰神訣）
15. 天罡靈子氣
16. 仙骨洗髓功
17. 神鶴功
18. 北鬥神拳罡
19. 金童寶典
20. 玉女心經

## 武功
- 掌法

1. 火雲掌
2. 降龍十八掌（衍生 降龍十八腿）
3. 電掌-通天教鐵家絕學
4. 如來神掌
5. 天佛掌
6. 佛掌
7. 摧心掌-魔仙嶺魔仙絕學
8. 九陽霹靂神掌-九陽神功配套絕學
9. 問天掌
10. 天地玄掌
11. 兩極掌-武聖絕學
12. 黑沙掌-武聖絕學
13. 八卦掌
14. 赤焰掌-拜火教絕學
15. 電掌-通天教鐵家家傳絕學
16. 陽世五絕掌-陽世奇經配套武學
17. 如來千佛掌-少林絕學
18. 玄冰掌-龍虎門飛妖絕學
19. 鐵沙掌（衍生 鐵沙綿掌）
20. 般若神掌
21. 八卦掌
22. 達摩神掌
23. 金絲掌
24. 八絕掌
25. 五輪金剛掌
26. 烈火掌
27. 三陽手
28. 金印掌
29. 陰屍掌
30. 小寒山掌
31. 渾天掌
32. 烏金掌
33. 逍遙掌
34. 驚天掌
35. 金晨掌
36. 炎陽掌
37. 真武大手印
38. 天威神掌
39. 震武神之手
40. 武當排雲掌
41. 大寒天掌
42. 冥空掌

- 拳法

1. 雷拳-鐵家絕學
2. 真武元氣拳
3. 盤古天殛拳
4. 冰火螳螂拳
5. 鷹嘴拳
6. 七傷拳
7. 醉八仙拳
8. 鐵線拳
9. 箭拳-充滿智慧的拳招
10. 雷火拳
11. 五形拳
12. 陰風烈陽拳
13. 昇龍破甲拳
14. 青城金剛拳
15. 神力拳
16. 睡羅漢拳
17. 無極玄功拳
18. 八極拳
19. 太極拳
20. 北鬥罡拳
21. 鐵釘拳
22. 龍拳
23. 皇拳
24. 戰拳
25. 子彈拳
26. 暴拳
27. 霸拳

- 腿法

1. 降龍十八腿（衍生 王家降龍掌）
2. 飛鳳腿
3. 天殘腿
4. 霸腿（又名慈悲腿；衍生 霸拳）
5. 東瀛霸腿
6. 驚神腿
7. 天馬神腿
8. 雷電神腿
9. 金剛腿
10. 陰世幻腿
11. 箭腿
12. 釘腿
13. 刀腿
14. 無影腿
15. 陰風邪腿
16. 百裂腿-拜火教絕學

- 指法

1. 驚神破天指
2. 萬毒劍芒
3. 九陽神劍
4. 金剛一指禪
5. 幻陰指
6. 大洲神劍
7. 雪花神劍
8. 達摩金剛指
9. 玉女神指
10. 真武指
11. 陰陽指
12. 乾天指
13. 玄天指
14. 青鋒指
15. 絕脈指
16. 靈犀指
17. 雪花仙指
18. 真武純陽指
19. 靈犀指
20. 爆破指
21. 玄天劍指
22. 達摩神劍
23. 碎骨指
24. 羅漢禪指

- 爪功

1. 摧心錐
2. 奪命八殺爪
3. 九死白骨爪
4. 神鷹九奪
5. 金鷹奪爪
6. 刻骨銘心爪
7. 龍爪手
8. 無極爪
9. 幽冥鬼爪
10. 九陰寒屍爪
11. 赤煉鬼爪
12. 死神之爪
13. 神火爪
14. 南天神爪
15. 九陰神抓
16. 凝血神抓

- 劍法

1. 蓬萊劍法
2. 紫電劍法
3. 雷音劍法
4. 仙劍十八
5. 天池劍法
6. 追風劍法
7. 陰世劍法

- 刀法

1. 毀天滅地七大限
2. 旋風刀法
3. 落葉二十四無影刀
4. 烈陽刀
5. 疾風刀
6. 羅漢刀法
7. 斬虎屠龍刀
8. 用心斬絕刀
9. 斷水分流斬
10. 六絕狂斬
11. 金剛伏妖刀法
12. 浩劫刀
13. 澈悟刀
14. 絕情三刀
15. 快意隨心斬

- 棍法

1. 十字追魂棍
2. 五郎八卦棍
3. 九宮梅花棍
4. 龍宮棍法
5. 求敗棍法
6. 千變棍法
7. 孤星棍
8. 魔影棍
9. 如來伏魔棍
10. 千手魔影棍
11. 無雙棍法
12. 八卦天羅

- 槍法

1. 衝鋒槍法
2. 銀梭槍法

- 棒法

1. 打狗棒法

- 組合式武學

1. 虎鶴雙形
2. 六神訣
3. 鐵橋八形
4. 破門六絕
5. 神州八絕
6. 崑崙五禽戲
7. 千變拳殺道

- 其他空手武學

1. 雷切
2. 龍形摩橋
3. 小擒拿手
4. 霹靂禪震

- 特殊勁力

1. 霹靂龍虎勁
2. 三吋真元勁
3. 截脈吋勁
4. 龍宮勁

- 卸勁功夫

1. 陰陽大挪移
2. 武當聖極輪
3. 盤龍卸

## 神兵利器
- 劍

1. 震乾坤：上古神兵，滿州勇士兇星所用，被王小虎毀滅，劍靈附在東方無敵身上。
2. 神兵：上古神兵，天下無敵所用，被通天教太上教主鐵令公毀滅。
3. 離火古劍：上古神兵，通天教太上教主鐵令公所用。
4. 干將：上古神兵，白蓮教劍魔所用，劍魔死後由玉兒保管。
5. 莫邪：上古神兵，宇內三癡劍癡所用，劍癡死後由玉兒所用。
6. 玄墨劍：上古神兵，羅剎教劍妖所用。
7. （陽世）辟邪寶劍（母劍）：上古神兵，劍妖的女兒掛野蜜所用。
8. 天鈍巨劍：上古神兵，劍妖的手下啞奴所用。
9. （陰世）辟邪寶劍（子劍）：上古神兵，王小虎所用。
10. 秦皇劍：劍癡的徒弟劍魂所用，亦是開啟至尊寶藏的鎖匙。
11. 尚方寶劍：白蓮教內務總管大寶太監所用。
12. 盟主寶劍：反清五大世家盟主陳奪所用。
13. 雷音神劍：羅剎教劍王所用。
14. 兇芒劍：羅剎教劉比所用。
15. 青屍劍：羅剎教白骨金剛所用。
16. 紫霞古劍：原為大劍師紫霞上人的配劍，天下無敵白仇的第一把神兵，被易天行摧毀。
17. 靈瓏劍：天下無敵白仇從劍豪司馬淩霄掠奪而來的第二把神兵，本贈與天驕，後又被白仇拿回，最後於白蓮教天子峰被東方真龍的九陽神功融化摧毀。
18. 天罪：天下無敵白仇的第三把神兵。
19. 亞利安娜之劍：美國魔鬼黨幹部亞利安娜的西洋劍，堅韌與鋒利程度能與上古神兵莫邪劍看齊。

- 刀

1. 無血魔刀：宇內三癡刀癡所用。
2. 七星寶刀：原龍虎群英防身之用，現落入刀癡手上。
3. 明月彎刀：至尊魔王所用。
4. 天刀：神武雄霸賜予柳生十兵衛的日本寶刀，已被柳生所折。
5. 斷浪寶刀：羅剎教老教主西城望所用。
6. 天皇寶刀：羅剎教元老東條秀夫所用。
7. 夢痕：日本刀術高手狂刀所用。
8. 殺神：通天教刀煞神所用。
9. 仙兵寶刀：甲賀派門主甲賀刀仙所用。
10. 清泉寶刀：原神道教所有，後為刀神所用。
11. 金龍刀：刀神所用，修練「虎魂七大限刀法」崩碎。
12. 龍吟虎嘯刀：兩把刀由無影門林谷所用，林谷死後由白仇所用。
13. 飲血魔刀：羅剎教刀王所用。
14. 金剛屠龍刀：油麻地十三龍首領大龍頭所用。
15. 青龍碎月刀：羅剎教關功所用。
16. 龍頭大刀：油麻地十三龍鐵頭龍所用。
17. 柳葉雙刀：油麻地十三龍刀龍所用。
18. 古月寶刀：古月族大山所用
19. 九環金刀：獵神王金神魔君的配兵

- 斧

1. 吳剛之斧：北俠卓天雄少年時代見義勇為反遭受當地貪官污吏迫害，最後逼使其上山砍樹，於飢餓交加下於聖樹下挖土尋稚嫩樹皮時，無意中尋獲的神兵。

- 長形兵器

1. 蜻蜓切:戰國名將鬼之平八的配兵，神武雄霸將其遺留下來的兵器贈與神武十戰之一的現任鬼之平八
2. 霸王金槍:羅剎教槍王專屬兵器。
3. 天誅地滅:以原始門主蚩尤之骨骸血肉，奪命船錨鑄煉而成的三節棍

## 相關外傳／前傳
| 日期            | 書名                         | 期數 | 主編                        | 監製   | 美術主筆                                 | 編劇                        | 備註                                          |
| 2006.03-2006.07 | 《電影龍虎門》               | 18   | 黃玉郎                      | 鄺志德 | 邱福龍                                   | 胡家寶                      | 改篇龍虎門 (電影)，與正傳無關                 |
| 2007.07-2007.10 | 新著龍虎門前傳《火雲邪神》   | 16   | 邱福龍                      | 梁光明 | 鄺彬強                                   | 邱福龍、鄺彬強、胡家寶      | 策劃：鄺志德 續正傳第369期之單元              |
| 2007.12-2008.05 | 新著龍虎門前傳《王小龍傳》   | 20   | 鄺志德                      | 梁光明 | 周聖                                     | 胡家寶                      | 續正傳第395期之單元                           |
| 2008.08         | 新著龍虎門外傳               | 1    | 鄺志德                      | 梁光明 | 周聖                                     | 鍾英偉                      | 單元故事                                      |
| 2008.08-2010.06 | 新著龍虎門前傳《王風雷傳》   | 108  | 鄺志德                      | -      | 胡紹權、周聖(1-83)                       | 李中興                      | 共2輯，與正傳無關                             |
| 2010.07-2012.06 | 新著龍虎門前傳《火雲邪神傳》 | 100  | 鄺志德                      | -      | 胡紹權                                   | 李中興                      | 出品人：黃玉郎 與正傳無關                     |
| 2012.06-2014.05 | 新著龍虎門前傳《石黑龍傳》   | 93   | -                           | 鄺志德 | 鄺彬強(1-29)、胡紹權(30-64)、周聖(65-93) | 李中興(1-64)、黎巴嫩(65-93) | 出品人：黃玉郎 共3輯，續正傳第708期之單元     |
| 2014.05-2015.09 | 新著龍虎門外傳《東方真龍》   | 66   | 黃玉郎                      | 鄺志德 | 夏偉義                                   | 余詠良                      | 續舊著第1280期之單元                          |
| 2016.01-2016.05 | 新著龍虎門外傳《皇者之路》   | 20   | 黃玉郎                      | 鄺志德 | 胡紹權                                   | 胡家寶                      | 續《火雲邪神傳》之單元                        |
| 2020.07-2021.01 | 新著龍虎門外傳《王風雷傳奇》 | 13   | 袁家寶(1-12)                | 鄺志德 | 袁家寶(序)、龐重輝(序)、不詳(1-12)       | 李中興(序)、柯修羅(1-12)    | 製作監督：鍾英偉(序)、李中興(1-12) 與正傳無關 |
| 2021.03-2021.12 | 新著龍虎門外傳《王小龍傳貳》 | 37   | 袁家寶(1-28)、龐重輝(29-37) | 鄺志德 | 袁家寶、龐重輝                           | 鍾英偉(1-28)、常公子(29-37) |                                               |

## 外部鏈接
- 龍虎門非官方網
- 新著龍虎門非官方_維基 （页面存档备份，存于）